# Music from Free Creek
 (juillet 2022).
Si vous disposez d'ouvrages ou d'articles de référence ou si vous connaissez des sites web de qualité traitant du thème abordé ici, merci de compléter l'article en donnant les références utiles à sa vérifiabilité et en les liant à la section « Notes et références ».
 (juillet 2022).
La mise en forme du texte ne suit pas les recommandations de Wikipédia : il faut le « wikifier ».
Les points d'amélioration suivants sont les cas les plus fréquents. Le détail des points à revoir est peut-être précisé sur la page de discussion.
- Les titres sont pré-formatés par le logiciel. Ils ne sont ni en capitales, ni en gras.
- Le texte ne doit pas être écrit en capitales (les noms de famille non plus), ni en gras, ni en italique, ni en « petit »…
- Le gras n'est utilisé que pour surligner le titre de l'article dans l'introduction, une seule fois.
- L'italique est rarement utilisé : mots en langue étrangère, titres d'œuvres, noms de bateaux, etc.
- Les citations ne sont pas en italique mais en corps de texte normal. Elles sont entourées par des guillemets français : « et ».
- Les listes à puces sont à éviter, des paragraphes rédigés étant largement préférés. Les tableaux sont à réserver à la présentation de données structurées (résultats, etc.).
- Les appels de note de bas de page (petits chiffres en exposant, introduits par l'outil «  Source ») sont à placer entre la fin de phrase et le point final[comme ça].
- Les liens internes (vers d'autres articles de Wikipédia) sont à choisir avec parcimonie. Créez des liens vers des articles approfondissant le sujet. Les termes génériques sans rapport avec le sujet sont à éviter, ainsi que les répétitions de liens vers un même terme.
- Les liens externes sont à placer uniquement dans une section « Liens externes », à la fin de l'article. Ces liens sont à choisir avec parcimonie suivant les règles définies. Si un lien sert de source à l'article, son insertion dans le texte est à faire par les notes de bas de page.
- La présentation des références doit suivre les conventions bibliographiques. Il est recommandé d'utiliser les modèles {{Ouvrage}}, {{Chapitre}}, {{Article}}, {{Lien web}} et/ou {{Bibliographie}}. Le mode d'édition visuel peut mettre en forme automatiquement les références.
- Insérer une infobox (cadre d'informations à droite) n'est pas obligatoire pour parachever la mise en page.

Pour une aide détaillée, merci de consulter Aide:Wikification.
Si vous pensez que ces points ont été résolus, vous pouvez retirer ce bandeau et améliorer la mise en forme d'un autre article.
Music from Free Creek est un album sorti en 1973.
Il est issu de sessions tenues aux Record Plant Studios en 1969. Ces sessions ont impliqué nombre de musiciens prestigieux, parmi lesquels Eric Clapton, Jeff Beck, Keith Emerson, Mitch Mitchell et Linda Ronstadt.

## Titres (vinyle)

### Face 1
1. Cissy Strut (Neville, Nocenville, Porter, Modeliste) – 4:20
2. Freedom Jazz Dance (Harris) – 3:34
3. Sympathy for the Devil (Jagger, Richards) – 4:28
4. Mother Nature's Son (Lennon, McCartney) – 1:49
5. Road Song (Klingman) – 3:09

### Face 2
1. Lay Lady Lay (Dylan) – 3:53
2. Hey Jude (Lennon, McCartney) – 4:17
3. He Darked the Sun (Leadon, Clark) – 3:38
4. Earl's Shuffle (Mandel, Doud) – 3:40

### Face 3
1. Living Like a Fool (Maxwell, Crutchfield) – 4:04
2. Working in a Coalmine (Toussaint) – 3:06
3. Big City Woman (Klingman) – 5:30
4. On the Rebound (Cramer) – 2:44

### Face 4
1. Getting Back to Molly (Klingman) – 4:00
2. Cherrypicker (Beck, Klingman, Woods, Markowitz) – 4:26
3. Kilpatrick's Defeat (Klingman, Gayle) – 2:37
4. Girl from Ipanema (Jobim, Gimbel) – 2:13
5. No One Knows (paroles : Cosgrove, Woods / musique : Klingman) – 3:45

## Titres (CD)

### The Eric Clapton Session
1. No One Knows
2. Road Song
3. Getting Back to Molly

### The Jeff Beck Session
1. Cissy Strut
2. Big City Woman
3. Cherrypicker
4. Working in a Coalmine

### The Keith Emerson Session
1. Freedom Jazz Dance
2. On the Rebound
3. Mother Nature's Son

### The Harvey Mandel Session
1. Sympathy Jam
2. Earl's Shuffle

### Odds & Sods
1. Hey Jude
2. Lay Lady Lay
3. Kilpatrick's Defeat

### The Linda Ronstadt Session
1. Living Like a Fool
2. He Darked the Sun

## Musiciens
Les chiffres se réfèrent à l'édition CD.
- Eric Clapton : guitare (1, 2, 3)
- Eric Mercury : chant (1)
- Dr. John : orgue (1), piano (2), guitare (3)
- Moogy Klingman : piano (1, 5, 8, 14), orgue (2, 4, 6, 7, 11, 13), harmonica (3)
- Stu Woods: basse (1, 2, 4, 5, 6, 7, 14, 15)
- Richard Crooks : batterie (1, 2)
- Tommy Cosgrove : chant (2, 5)
- Buzzy Linhart : chant (2)
- Delaney Bramlett : guitare rythmique (2)
- Earl Dowd : chant (3)
- « A. N. Other » (Jeff Beck) : guitare (4, 5, 6, 7)
- Todd Rundgren : guitare (4)
- Roy Markowitz : batterie (4, 5, 6, 7, 14)
- Keith Emerson : orgue (8), piano (8, 9, 10)
- Buzzy Feiton : guitare (8, 9, 13, 15)
- Chuck Rainey : basse (8, 9)
- Mitch Mitchell : batterie (8, 9, 13)
- Geri Miller : chant (9)
- Carol Hunter : guitare acoustique (10), guitare (15)
- Lou Delgato : hautbois (10)
- Richard Davis : contrebasse (10), basse (13)
- Harvey Mandel : guitare (11, 12)
- Jack Wilkens : guitare rythmique (11)
- Jimmy Greenspoon : piano (11, 12, 16, 17)
- Larry Taylor : basse (11, 12)
- Larry Packer : violon (11)
- Fito de la Parra : batterie (11, 12)
- Billy Chesboro : congas (11)
- Didymus : bongos (11)
- Red Rhodes : guitare pedal steel (12, 16, 17)
- Elliot Randall: guitare rythmique (13)
- Joe Farrell : flûte (14)
- Chris Wood : flûte (14)
- Timmy Harrison : chant (15)
- Linda Ronstadt : chant (16, 17)
- Bernie Leadon : guitare (16, 17)
- John London : basse (16, 17)
- John Ware : batterie (16, 17)
- Chris Darrow : violon (17)